# Carlos San Martín
Carlos Andres San Martín Díaz (* 19. November 1993) ist ein kolumbianischer Leichtathlet, der über 3000 Meter Hindernis an den Start geht.

## Sportliche Laufbahn
Carlos Andres San Martin nahm 2016 erstmals bei nationalen Meisterschaften teil und konnte über 1500 Meter die Goldmedaille gewinnen. Zudem gewann er Silber im 5000-Meter-Lauf. Die gleichen Ergebnisse erzielte er auch bei den Kolumbianischen Meisterschaften im Jahr darauf und ging zudem über beide Distanzen bei den Südamerikameisterschaften in Asunción an den Start. Über 1500 Meter konnte er die Bronzemedaille gewinnen, während er über 5000 Meter das Rennen nicht beenden konnte. 2018 gewann er seine insgesamt dritte Goldmedaille über 1500 Meter bei den Kolumbianischen Meisterschaften. Anfang August trat er über diese Distanz bei den Zentralamerika- und Karibikspielen in der Heimat an, bei denen er ebenfalls die Bronzemedaille gewinnen konnte, wie schon bei den Südamerikameisterschaften. 2018 nahm San Martin zudem an seinen ersten Wettkämpfen im Hindernislauf teil. Neben der Silbermedaille bei den Kolumbianischen Meisterschaften stellte er im April seine Bestzeit von 8:56,59 min auf.
2019 trat San Martin im Mai bei den Südamerikameisterschaften in Lima an. Zunächst ging er über 1500 Meter an den Start, die er auf dem sechsten Platz im Finale beendete. Einen Tag später trat er im Finale der 3000 Meter Hindernis an, in dem er sich mit Bestzeit von 8:36,37 min die Goldmedaille sicherte. Im August verbesserte er an gleicher Stelle bei den Panamerikanischen Spielen seine Bestzeit auf 8:32,24 min, mit denen er die Silbermedaille gewinnen konnte. Mit seinen Zeiten gelang es ihm, sich im Hindernislauf für die Weltmeisterschaften in Doha zu qualifizieren. Dabei erreichte er in seinem Vorlauf als Zehnter das Ziel, was nicht zum Einzug in das Finale genügte. 2021 gewann San Martín seiner ersten nationalen Meistertitel im Hindernislauf. Im Mai trat er bei den Südamerikameisterschaften in Ecuador an. Zunächst trat er im 1500-Meter-Lauf an und belegte mit Bestzeit von 3:44,44 min den sechsten Platz. Einen Tag später bestritt er das Finale im Hindernislauf und gewann, nach Bronze 2017 und der Goldmedaille 2019, diesmal die Silbermedaille.
Ende Juni 2021 stellte er im spanischen Castellón mit 8:25,66 min einen neuen Nationalrekord Kolumbiens im 3000-Meter-Hindernislauf auf. Damit war er zum ersten Mal für die Olympischen Sommerspiele qualifiziert. In seinem Vorlauf Ende Juli in Tokio kam er später nicht über den zwölften Platz hinaus und blieb auch deutlich hinter seiner Bestleistung zurück. 2022 trat er in den USA zu seinen zweiten Weltmeisterschaften an. Nach dem Vorlauf in 8:48,66 min belegte er den vorletzten Platz. 2023 stellte San Martín Mitte Juni in 3:41,99 min einen neuen kolumbianischen Nationalrekord im 1500-Meter-Lauf auf. Im Juli gewann er zum zweiten Mal die Silbermedaille bei den Südamerikameisterschaften in Brasilien.

## Wichtige Wettbewerbe
| Jahr                  | Veranstaltung                     | Ort                   | Platz                 | Disziplin             | Zeit                  |
| Startet für Kolumbien | Startet für Kolumbien             | Startet für Kolumbien | Startet für Kolumbien | Startet für Kolumbien | Startet für Kolumbien |
| --------------------- | --------------------------------- | --------------------- | --------------------- | --------------------- | --------------------- |
| 2017                  | Südamerikameisterschaften         | Asunción              | 3.                    | 1500 m                | 3:49,99 min           |
| 2017                  | Südamerikameisterschaften         | Asunción              |                       | 5000 m                | DNF                   |
| 2018                  | Zentralamerika- und Karibikspiele | Barranquilla          | 3.                    | 1500 m                | 3:56,78 min           |
| 2019                  | Südamerikameisterschaften         | Lima                  | 6.                    | 1500 m                | 3:56,84 min           |
| 2019                  | Südamerikameisterschaften         | Lima                  | 1.                    | 3000 m Hindernis      | 8:36,37 min           |
| 2019                  | Panamerikanische Spiele           | Lima                  | 2.                    | 3000 m Hindernis      | 8:32,24 min           |
| 2019                  | Weltmeisterschaften               | Doha                  | 33.                   | 3000 m Hindernis      | 8:35,10 min           |
| 2021                  | Südamerikameisterschaften         | Guayaquil             | 6.                    | 1500 m                | 3:44,44 min           |
| 2021                  | Südamerikameisterschaften         | Guayaquil             | 2.                    | 3000 m Hindernis      | 8:34,32 min           |
| 2021                  | Olympische Sommerspiele           | Tokio                 | 35.                   | 3000 m Hindernis      | 8:33,47 min           |
| 2022                  | Weltmeisterschaften               | Eugene                | 39.                   | 3000 m Hindernis      | 8:48,66 min           |
| 2023                  | Südamerikameisterschaften         | São Paulo             | 2.                    | 3000 m Hindernis      | 8:39,23 min           |

## Persönliche Bestleistungen
Freiluft
- 1500 m: 3:41,99 min, 14. Juni 2023, Castellón de la Plana, (kolumbianischer Rekord)
- 3000 Meter Hindernis: 8:25,66 min, 29. Juni 2021, Castellón de la Plana, (kolumbianischer Rekord)